# Триод и диод
Триод и Диод — команда Высшей лиги КВН (с 2009 года), представляет город Смоленск. Чемпион Премьер-лиги 2008 года. Финалисты Высшей лиги 2009 и 2010 годов, чемпион Высшей лиги 2012 года. Обладатели Летнего кубка 2013.

## О команде
Команда была основана в начале девяностых годов несколькими студентами филиала МЭИ в Смоленске. В то время были популярны фестивали «Студенческого театра эстрадных миниатюр», которые проводились по всей России, и студенты из Смоленска основали свой СТЭМ-театр «Триод и диод». В начале 2000-х годов начинающие артисты приняли участие во многих фестивалях, став победителями в Курске, Чебоксарах, Брянске, Орле, а капитан команды Максим Киселёв и Александр Марченков завоевали свои первые персональные актёрские награды.
В 2004 году команда «Триод и диод» впервые попробовала свои силы в КВН, заявившись на Сочинский фестиваль. Несмотря на провальное выступление, на следующий год команда попала в Межрегиональную Рязанскую лигу КВН, где работала с редактором Евгением Донских. Далее «Триод и диод» выступал в минской «Евролиге» (редактор — Леонид Купридо), в 2007 году — в Первой лиге в Нижнем Новгороде, после чего впервые попала в телевизионную лигу — Премьер-лигу.
Во время выступлений в Премьер-лиге возникли два основных персонажа команды — «гопники» Череп и Жигуль. Телевизионные выступления привели к тому, что актёров стали узнавать в родном Смоленске. В 2009 году «Триод и диод» попадает в Высшую лигу КВН. Первый же сезон закончился для команды попаданием в финал и завоеванием бронзовых медалей. В следующем году благодаря знакомству с белорусскими квнщиками в состав «Триод и диод» попал Андрей Скороход, значительно усиливший коллектив. В таком составе смоленская команда отыграла ещё несколько сезонов и в 2012 году стала чемпионом Высшей лиги КВН.
Завершив карьеру в КВН, «Триод и диод» продолжили свои выступления в виде одноимённого театра, выступая на фестивалях, занимаясь редактурой, а также работой с молодыми командами. Максим Киселёв снимался в сериале «Однажды в России», а Андрей Скороход стал резидентом Comedy Club с 2013 года.

## Состав команды
- Максим Киселёв — капитан
- Андрей Скороход
- Елизавета Кажанова
- Михаил Масленников
- Сергей Алексеев
- Иван Палагин
- Александр Марченков
- Максим Шишканов
- Максим Стрижов
- Дмитрий Амбражевич — звукорежиссёр

## Достижения и титулы
- Вице-чемпионы Рязанской лиги 2004
- Бронзовые призёры Первой лиги КВН 2007
- Чемпионы Премьер-Лиги 2008
- Финалисты Высшей лиги КВН 2009
- Бронзовые призёры Высшей лиги КВН 2010
- Призёры музыкального фестиваля «Голосящий КиВиН — 2012» в Юрмале («малый КиВиН в золотом»).
- Чемпионы Высшей лиги КВН 2012
- Обладатели Летнего кубка КВН 2013
- Призёры музыкального фестиваля «Голосящий КиВиН — 2015» в Светлогорске («малый КиВиН в темном»).